# Risto Ratković
Risto Ratković (Bijelo Polje, 3. rujna 1903. – Beograd, 18. lipnja 1954.) crnogorski književnik, utemeljitelj modernog stiha u crnogorskoj poeziji.
Živi od 1923. u Beograd i surađuje s mladim književnim avangardistima, objavljiva svoje poetske i prozne radove u raznim časopisima.
Od 1927. do 1931. godine radio je u Ministarstvu prosvjete i Ministarstvu inozemnih poslova, a potom u diplomaciji (veleposlanstva u Francuskoj, Sovjetskom Savezu, Egiptu) proveo je sedam godina (1938. – 1945.). U zemlju se vratio 1945. godine.
Godišnja nagrada Ratkovićevih večeri poezije u Bijelom Polju je najveće crnogorsko priznaje za poeziju.

## Važnija djela
- „Mrtve rukavice“ i „Leviatan“ (1927.)
- „Ćutanja o književnosti“ (1928.)
- „Zoraj“ (1929.)
- „Nevidbog“ (1933.)
- „Dodiri“ (1952.)
- „S Orijenta“ (1955.)